# Anomostachys lastellei
Anomostachys lastellei är en törelväxtart som först beskrevs av Johannes Müller Argoviensis, och fick sitt nu gällande namn av Robert C. Kruijt. Anomostachys lastellei ingår i släktet Anomostachys och familjen törelväxter. Inga underarter finns listade i Catalogue of Life.